# Taurisk murödla
Taurisk murödla (Podarcis tauricus) är en ödleart som beskrevs av  Peter Simon Pallas 1814. Podarcis tauricus ingår i släktet Podarcis och familjen lacertider.
Denna ödla är mindre än murödlan (Podarcis muralis). Typisk är en grön längsgående strimma på ryggens topp och gula strimmor vid kroppssidorna. I mellanrummet på sidan förekommer åtta mörkblåa fläckar. Undersidan har en ljusgrön färg. Exemplaren blir med svans upp till 250 mm långa. Fjällen kring halsen har taggar.
Arten förekommer främst på Balkanhalvön norrut till södra Serbien och södra Rumänien samt österut till Ukrainas kustlinje vid Svarta havet och Krim. En liten population finns i Asien vid Bosporen och en avskild population in norra Serbien och Ungern. Ödlan lever i låglandet och i bergstrakter upp till 2350 meter över havet. Den vistas i stäpper och andra gräsmarker, i buskskogar, på odlingsmark som brukas extensiv och på sanddyner. Honor lägger två gångar per år två till tio ägg.
Lokala populationer påverkas av landskapsförändringar och föroreningar. Hela beståndet anses vara stabilt. IUCN kategoriserar arten globalt som livskraftig.

## Underarter
Arten delas in i följande underarter:
- P. t. ionicus
- P. t. tauricus
- P. t. thasopulae